# 修真宫旧址
修真宫旧址，位于山东省青州市弥河镇。是中华人民共和国山东省省级文物保护单位之一。
2013年，列入第四批山东省文物保护单位，该文物保护单位是一座古建筑。